# John Reynolds (Marineoffizier)

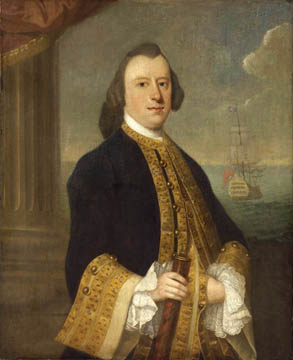
John Reynolds

John Reynolds (* um 1713 in Hackney; † 3. Februar 1788 in London) war ein britischer Admiral und kolonialer Gouverneur der Province of Georgia.

## Leben
Über die Jugend und Schulausbildung von John Reynolds wurde nichts überliefert. 1728 trat er im Alter von etwa 15 Jahren der Royal Navy bei. Ab diesem Zeitpunkt blieb er fast sein gesamtes restliches Leben bei der Marine. Im Laufe der Jahrzehnte durchlief er die Offiziersränge bis hin zum Admiral. Zwischenzeitlich kommandierte er als Kapitän mehrere Kriegsschiffe in verschiedenen Erdteilen. Reynolds nahm auch an vielen Seegefechten in Kriegen jener Jahre teil. Dazu gehörten u. a. der Österreichische Erbfolgekrieg und der Siebenjährige Krieg.
Zwischen 1754 und 1757 war John Reynolds der erste königliche Gouverneur der Kolonie Province of Georgia. Diese Position verdankte er, wie es im 18. Jahrhundert oft üblich war, persönlichen Kontakten in der Staatsführung und der Marineleitung. Er trat sein neues Amt mit seiner Ankunft in Savannah am 29. Oktober 1754 an. In Georgia reformierte er die Verwaltung nach den ihm vorgegebenen Instruktionen. Er stärkte durch seine Politik auch das Amt des Gouverneurs und die königliche Autorität, d. h. die britische Kontrolle über die Kolonie. In seine Amtszeit fiel der Beginn des Siebenjährigen Kriegs in Nordamerika.
Er plante die Verteidigung seiner Kolonie gegen eventuelle Angriffe der Franzosen und der Indianer. Dabei waren seine Anforderungen an die Regierung in London allerdings so hoch, dass man diese größtenteils nicht erfüllen konnte. Sein autoritärer Regierungsstil in Georgia verärgerte sowohl das koloniale Parlament als auch die Bewohner der Kolonie. Im Februar 1756 löste der Gouverneur das Parlament auf. Allerdings änderte sich auch mit dem neuen Parlament nichts an der Situation. Reynolds versuchte ebenfalls die Gerichte zu kontrollieren. Schließlich wurde Reynolds nach London beordert, um über die Vorgänge in der Kolonie Rechenschaft abzulegen.
In der Zwischenzeit wurde Henry Ellis zu seinem Nachfolger bestimmt. Eine Untersuchung in London über Reynolds’ Verhalten in Georgia führte zu keiner Verurteilung. Er musste aber offiziell auf das Amt des Gouverneurs verzichten. Für Georgia bedeutete Reynolds Amtszeit einen politischen Einschnitt. Durch sein autoritäres Verhalten verlor man das Vertrauen in die königlichen Beamten und die Regierung in London. Diese Entwicklung setzte sich bis zum Amerikanischen Unabhängigkeitskrieg fort.
Nach dem Ende seiner Zeit in Georgia setzte Reynolds seine Offizierslaufbahn in der Marine fort. Zwischen 1775 und 1787 durchlief er die Admiralsränge. Er starb am 3. Februar 1788 an den Folgen eines Schlaganfalls.